# Перестріч польський
Перестріч польський (Melampyrum polonicum) — вид трав'янистих рослин родини вовчкові (Orobanchaceae), поширений у східній і центральній Європі.

## Опис
Однорічна рослина 30–70 см заввишки. Листки ланцетні, відтягнути загострені, знизу щетинисто-волосисті. Чашечки голі або по жилах тонко-війчасті, з ланцетними зубцями; приквітки ланцетні, глибоко-надрізано-зубчасті.

## Поширення
Поширений у східній і центральній Європі.
В Україні вид зростає на лісових галявинах, серед чагарників — в Закарпатті, Карпатах, західному Лісостепу.